# Nick Gravenites

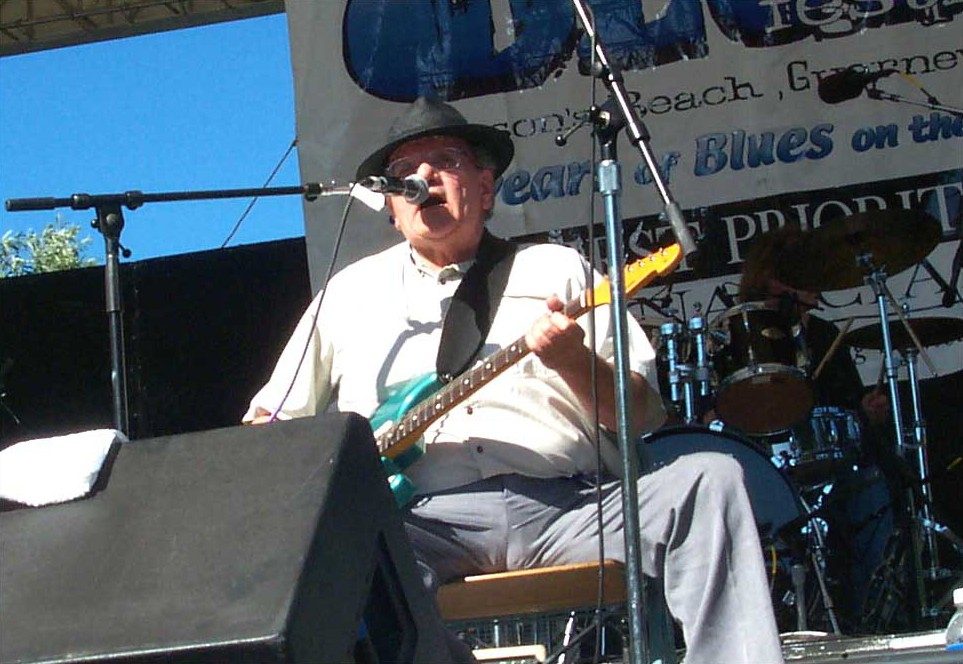
Nick Gravenites, 2006

Nick Gravenites (eigentlich: Nicholas George Gravenites; * 2. Oktober 1938 in Chicago, Illinois; † 18. September 2024) war ein US-amerikanischer Sänger, Songschreiber und Musikproduzent. Er wurde als Mitglied von Bands wie Electric Flag und Big Brother and the Holding Company bekannt.

## Biografie
Nick Gravenites erlebte als Student ab 1956 die Chicagoer Blues-Szene. Zu seinen Freunden gehörten Charlie Musselwhite, Mike Bloomfield und Paul Butterfield, er lernte von Blues-Größen wie Muddy Waters, Buddy Guy und Howlin’ Wolf.
Die Paul Butterfield Blues Band nahm 1965 auf ihrem ersten Album den Gravenites-Song Born in Chicago auf. In Bloomfields Band Electric Flag war Gravenites ab 1967 Sänger und Songschreiber. 1968 produzierte er das erste Album der Gruppe Quicksilver Messenger Service. 1969 brachte er sein erstes Soloalbum My Labors heraus.
Gravenites schrieb auch einige Songs für Janis Joplin, darunter Work Me, Lord (1969) und Buried Alive in the Blues (1970): Dieser Titel erschien auf dem Album Pearl (1971) nur als Instrumentalversion – im Gedenken an Joplin, die vor der geplanten Einspielung des Vokalparts verstorben war.
Von 1969 bis 1972 war Gravenites Mitglied von Big Brother And The Holding Company. Danach schrieb er Filmmusik, u. a. für Steelyard Blues (1973) mit Donald Sutherland und Jane Fonda, und arbeitete mit Musikern wie Huey Lewis und John Cipollina. Zeitweise war er mit seiner Band Nick Gravenites Blues unterwegs.

## Familie
Nick Gravenites war ab 1962 mit der Sängerin und Schauspielerin Linda Gravenites, geb. McClean, (1939–2002) verheiratet, einer Freundin von Janis Joplin. Nach der Scheidung von ihr heiratete er 1982 Marcia Lloyd.

## Diskografie
- My Labors (1969) (mit Mike Bloomfield)
- Steelyard Blues (1973) (Soundtrack, mit Mike Bloomfield)
- Blue Star (1980) (mit John Cipollina)
- Junkyard in Malibu (1981)
- Monkey Medicine (1982) (mit John Cipollina)
- Live in Athens at The Rodon (1991)
- Don’t Feed the Animals (1996)
- Kill My Brain (1999)
- Buried Alive in the Blues (2005) (Chicago Blues Reunion – live)
- Local Blues (2007) (live on It’s About Music label)
- Rogue Blues (2024) (M.C. Records)